# Hohes Kreuz

Lage der ehemaligen Gemeinde im Landkreis Eichsfeld

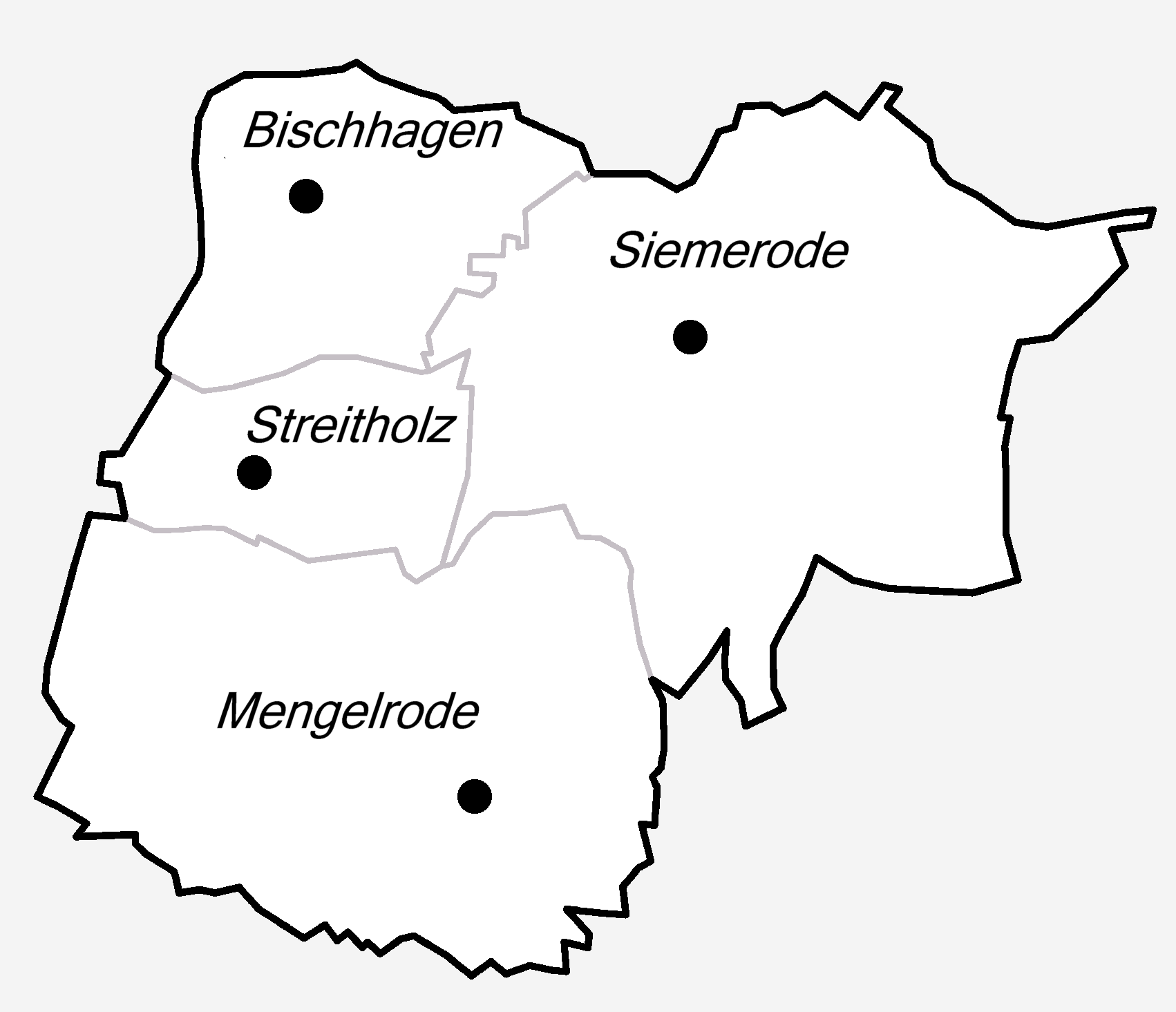
Ehemalige Gemeindegliederung

Hohes Kreuz war eine Gemeinde im thüringischen Landkreis Eichsfeld. Sie entstand 1991 aus einem Zusammenschluss der Gemeinden Bischhagen, Mengelrode, Siemerode und Streitholz. Das Gemeindegebiet erstreckte sich auf einer Höhe von 298 m von der thüringisch-niedersächsischen Grenze im Norden bis zur Bundesautobahn 38 im Süden. Im Gemeindegebiet lebten zuletzt 1303 Einwohner auf einer Fläche von 18,01 km² (Stand: 31. Dezember 2022). Die Gemeinde wurde im Rahmen der Gemeindeneugliederung zum 1. Januar 2024 aufgelöst. Größtes Fließgewässer ist die Beber. 

## Geschichte

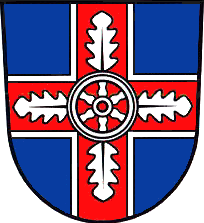
Wappen der ehemaligen Gemeinde

Die Gemeinde Hohes Kreuz wurde am 1. Januar 1991 durch Zusammenschluss der Gemeinden Siemerode, Mengelrode, Bischhagen und Streitholz, gegründet. Der Sitz der Verwaltung war in Siemerode. Benannt wurde die Gemeinde nach der gleichnamigen, etwa 371 m hohen Anhöhe zwischen den Orten Streitholz und Bischhagen. Seit dem 2. Januar 1992 gehörte die Gemeinde der Verwaltungsgemeinschaft Leinetal an.
Zum 1. Januar 2024 wurde die Gemeinde Hohes Kreuz aufgelöst und aus der Verwaltungsgemeinschaft Leinetal ausgegliedert. Die Ortsteile sind jetzt Ortsteile der Stadt Heilbad Heiligenstadt.

### Wappen
Blasonierung: „In Blau ein rotes silbern bordiertes Kreuz, belegt mit vier silbernen Eichenblättern an einem silbernen sechsspeichigen Rad.“

### Einwohnerentwicklung
Entwicklung der Einwohnerzahl (31. Dezember):
| - 1994 – 1.606 - 1995 – 1.666 - 1996 – 1.643 - 1997 – 1.654 - 1998 – 1.703 - 1999 – 1.688 | - 2000 – 1.646 - 2001 – 1.553 - 2002 – 1.533 - 2003 – 1.408 - 2004 – 1.407 - 2005 – 1.412 | - 2006 – 1.405 - 2007 – 1.393 - 2008 – 1.408 - 2009 – 1.399 - 2010 – 1.388 - 2011 – 1.346 | - 2012 – 1.342 - 2013 – 1.324 - 2014 – 1.307 - 2015 – 1.293 - 2016 – 1.287 - 2017 – 1.251 | - 2018 – 1.274 - 2019 – 1.256 - 2020 – 1.269 - 2021 – 1.246 - 2022 – 1.303 |

Datenquelle: Thüringer Landesamt für Statistik

## Politik

### Ehemaliger Gemeinderat
Der letzte Gemeinderat der Gemeinde Hohes Kreuz setzte sich aus 12 Gemeinderatsmitgliedern zusammen.
- CDU: 8 Sitze
- WG FFW: 4 Sitze

(Stand: Kommunalwahl am 26. Mai 2019)

### Ehemaliger Bürgermeister
Der letzte ehrenamtliche Bürgermeister Matthias Heß wurde am 12. Juni 2022 gewählt.